# Phytodietus improbanae
Phytodietus improbanae är en stekelart som beskrevs av Loan 1981. Phytodietus improbanae ingår i släktet Phytodietus och familjen brokparasitsteklar. Inga underarter finns listade i Catalogue of Life.